# Pari e dispari (film)
Pari e dispari è un film italiano del 1978 diretto da Sergio Corbucci con Bud Spencer e Terence Hill.

## Trama
Al guardiamarina Johnny Firpo viene affidato l'incarico di sgominare una banda di allibratori clandestini. Il loro capo si chiama Paragoulis, detto il Greco, conosciuto per essere un grande giocatore di poker. Per Johnny è anche l'occasione per conoscere suo fratello Charlie, camionista ed ex giocatore d'azzardo ormai pentito, amico di suor Susanna e ostile a Johnny dopo che il padre Mike aveva abbandonato lui e sua madre per mettersi con la madre di Johnny. Dati i suoi trascorsi al tavolo verde, però, Charlie può dare una grossa mano a Johnny con le indagini, anche per aver conosciuto bene Paragoulis e i suoi uomini.
Non sarà facile però rompere il ghiaccio con il burbero Charlie. Fingendosi un autostoppista, Johnny riesce a farsi dare un passaggio senza rivelare nulla al fratello né dell'indagine né del loro legame di parentela. Dopo alcune leggere scaramucce, per non perdere contatto con Charlie, Johnny gli sottrae il camion sfruttando gli uomini di Paragoulis, e cioè perdendo una partita a poker, mettendo in palio il camion di Charlie.
I due si ritrovano in uno "sfasciodromo" a una gara di automobilismo: intenzionato a mettere le mani su Johnny per riavere il suo camion, Charlie lo sperona più volte e i due iniziano a duellare mandandosi fuori pista a vicenda.
Solo a questo punto Johnny gli rivela di essere suo fratello, senza dire nulla dell'indagine, e lo porta dal padre che non vedeva da anni. Johnny riesce a convincere il padre, promettendogli una parte delle vincite, e i due fanno credere a Charlie che i soldi che vinceranno serviranno per l'operazione agli occhi del padre, ormai cieco. Pur non fidandosi né del fratello né del padre, Charlie si convince a tornare a giocare. I fratelli Firpo iniziano a infliggere duri colpi all'organizzazione di Paragoulis infiltrandosi in alcune gare e vincendo scommesse per mezzo milione di dollari. Al termine di una partita di pelota basca, Johnny convince Ninfus, il braccio destro del greco, a portarlo da quest'ultimo per giocarsi a poker tutti i soldi vinti. Illuso dalla precedente cattiva prestazione di Johnny (in cui aveva perso il camion di Charlie) contro Ninfus e i suoi scagnozzi al tavolo verde, Ninfus porta Johnny sullo yacht privato del greco che ospita un casinò illegale.
Il tutto avviene all'insaputa di Charlie, a cui il fratello fa avere una lettera da suor Susanna informandolo volutamente in ritardo delle sue intenzioni. Convinto che Johnny e il padre lo abbiano derubato e scoperto che Mike non è affatto cieco, Charlie, ubriaco e arrabbiato, distrugge il locale dove il padre stava giocando a biliardo. Intanto Johnny di fronte a Paragoulis sfodera tutte le sue conoscenze sul poker, avute grazie a lezioni del fratello Charlie. Il Greco e i suoi uomini devono cedere a Johnny tutti i soldi e finiscono per giocarsi anche coppe e trofei. Dopo aver perso l'ennesima mano dove si giocava il panfilo, il Greco ordina ai suoi uomini di eliminare Johnny, ma proprio in quel momento arriva Charlie, che grazie all'aiuto del padre raggiunge il panfilo. Charlie e Johnny prima si colpiscono fra di loro, poi insieme sistemano il Greco e la sua banda di scagnozzi a furia di botte.
Una volta arrestati i malavitosi Johnny confessa a Charlie di essere un guardiamarina e che l'esercito lo ricompenserà per l'aiuto dato nell'indagine con un nuovo camion. Padre e figli, ormai ritrovatisi, lanciano una moneta in aria per decidere a chi deve andare il milione di dollari vinto con le scommesse, ma Charlie fa il verso del gabbiano e un volatile gli risponde prendendo al volo la moneta. Né testa né croce: la vincita va tutta agli orfanelli di suor Susanna.

## Produzione

### Riprese
Il film è stato per lo più girato a Miami.

## Colonna sonora
Nel film si sentono due canzoni degli Oliver Onions già utilizzate in altre pellicole: quando Charlie prepara il gelato a Johnny, la musica in sottofondo è quella del film Il bianco, il giallo, il nero, mentre nel locale dove Mike Firpo gioca a biliardo, si sente la canzone Angels and beans, colonna sonora del film Anche gli angeli mangiano fagioli. Inoltre, la versione strumentale della canzone Man on the boat è presente nel film Goodbye & Amen del 1977.

## Distribuzione

### Titoli negli altri paesi
- Stati Uniti e Regno Unito: Odds and Evens / Trinity - Gambling for High Stakes
- Germania: Zwei sind nicht zu bremsen
- Spagna: Par impar / Pares y nones
- Francia: Pair et impair
- Ungheria: És megint dühbe jövünk
- Repubblica Ceca: Sudá a lichá
- Danimarca: Lige eller ulige
- Svezia: Udda eller jämnt
- Norvegia: Jo Mere Vi er Sammen
- Finlandia: Senkka nenästä, pojat!
- Brasile: Par ou ímpar
- Paesi Bassi: Even en oneven

## Accoglienza

### Incassi
Il film è stato il quarto maggiore incasso nella stagione cinematografica italiana 1978-79 con £ 5.524.525.184.

## Galleria d'immagini

Bud Spencer e Terence Hill in una scena del film.
Bud Spencer in una scena del film.
Terence Hill in una scena del film.
Marisa Laurito nel ruolo di Suor Susanna.
Paracoulis il greco (Luciano Catenacci)
Ninfus (Salvatore Borgese)
Picchio (Claudio Ruffini)
Tappo (Vincenzo Maggio)